# Pro WTA Tour Tennis
Pro WTA Tour Tennis (WTA Tour Tennis an Amérique du Nord) est un jeu vidéo de tennis féminin développé et édité par Konami, sorti en 2001 sur GameCube, PlayStation 2, Xbox et Game Boy Advance.

## Accueil
- GameSpot : 6,9/10 (PS2)[1] - 6,6/10 (GBA)[2]
- Jeux vidéo Magazine : 8/20 (XB)[3]